# Bubú de capell groc
El bubú de capell groc (Laniarius barbarus) és un ocell de la família dels malaconòtids (Malaconotidae).

## Hàbitat i distribució
Habita sabanes i matolls espinosos del Senegal, Gàmbia i sud de Mauritània i sud de Mali, Burkina Faso, Guinea Bissau, Guinea, Libèria, Costa d'Ivori, Ghana, Togo, Benín, Níger, Nigèria, nord del Camerun i sud de Chad. També als manglars de Sierra Leone.